# Vaux-Rouillac
Vaux-Rouillac é uma comuna francesa na região administrativa da Nova Aquitânia, no departamento de Charente. Estende-se por uma área de 13,37 km². Em 2010 a comuna tinha 300 habitantes (densidade: 22,4 hab./km²).